# Sylvie Ferro
 (juin 2025).
Motif : l'utilisateur qui a apposé ce bandeau n'a pas précisé le motif de la pose.
- Archive Wikiwix
- Bing
- Cairn
- DuckDuckGo
- E. Universalis
- Gallica
- Google
- G. Books
- G. News
- G. Scholar
- Persée
- Qwant
- (zh) Baidu
- (ru) Yandex
- (wd) trouver des œuvres sur Wikidata

| 1. | Préciser le motif de la pose du bandeau. | Précisez le motif de la pose du bandeau en utilisant la syntaxe suivante : {{admissibilité à vérifier\|date=juillet 2025\|motif=remplacez ce texte par le motif}}                 |
| 2. | Informer les utilisateurs concernés.     | Pensez à avertir le créateur de l'article, par exemple, en insérant le code ci-dessous sur sa page de discussion : {{subst:avertissement admissibilité à vérifier\|Sylvie Ferro}} |

 (juin 2025).
Pour les articles homonymes, voir Ferro.
Sylvie Ferro est une actrice, metteuse en scène et autrice originaire de Montpellier.

## Biographie
Sylvie Ferro joue aux côtés notamment de Alain Delon dans la série télévisée Frank Riva. Au cinéma, elle joue dans des films d’Edouard Bear, de Cardelone ou de Michel Deville.
Au théâtre, elle est aux côtés de Gérard Desarthe, André Engel, Jérôme Savary, Claude Gabay.
Sylvie Ferro a été formée au studio Pygmalion, à l’école Vera Graigh, à l’entraînement d’acteur (méthode Actor’s Studio) ainsi qu'à Herbert Bergoff (New-York).

## Filmographie

### Cinéma
- 1999 : La maladie de Sachs de Michel Deville : La standardiste médicale
- 1999 : Psychological closure de Sylvie Blum, Mention spéciale du jury festival de Sundance, catégorie actrice française
- 2002 : Un monde presque paisible de Michel Deville : Child
- 2005 : Akoibon, de Edouard Baer
- 2010 : Storia di una stella de J.L. Cardelone

### Télévision
- 1990 : Héritage oblige de Maurice Frydland et Daniel Losset : Isabelle
- 1991 : Renseignements généraux de Philippe Lefebvre : Karen
- 1993 : A Year in Provence de David Tucker : Madame Zanetti
- 1993 : Salut les musclés de Gérard Espinasse : Ornella
- 1993 : Navarro de Patrick Jamain : Carole
- 1994 : Le JAP, juge d'application des peines de Franck Apprederis
- 1995 : Nestor Burma de Philippe Venault : Fathia
- 1995 : Les cinq dernières minutes de Claude Loursais (épisode Le dessous des cartes) : Jessica Leroy
- 1997 : Cassidi et Cassidi de Joël Santoni : Sylvie
- 1999 : Jean-Baptiste, homme de cœur de Jean-Pierre Vergne : Marthe
- 2000 : Les Cordier, juge et flic de Paul Planchon : Joëlle Pasquier
- 2001 : Commissaire Moulin de Yves Rénier : Marianne Hellmann
- 2003 : Le tuteur de Alain Schwartzstein : Michèle Delmas
- 2003 : Joséphine, ange gardien de Henri Helman : Françoise
- 2004 : Louis Page de Alain Schwartzstein : Sylvie
- 2004 : Frank Riva de Patrick Jamain : Lola
- 2004-2006 : Zodiaque de Claude-Michel Rome, Pierre Boutron : Irène de Chabannes
- 2006 : Mafiosa de Hugues Pagan : Docteur Brunetti
- 2007 : S.O.S. 18 de Patrick Jamain : Astrid
- 2010 : Diane, femme flic de Jean-Marc Seban : Solange Dorval
- 2013 : Commissaire Magellan (épisode : Les étoiles de Saignac)[3] de Éric Duret : Christine Woroniak

### Téléfilm
- 1992 : La femme de l'amant de Christopher Frank
- 1995 : Entre ces mains-là de Arnaud Sélignac : Geneviève
- 2004 : La cliente de Pierre Boutron
- 2004 : Menteur ! Menteuse ! de Henri Helman : Carla
- 2006 : Je t'aime à te tuer de Alain Wermus : Docteur Claude
- 2007 : Le temps des secrets de Thierry Chabert : La boulangère
- 2008 : Une suite pour 2 de Didier Albert : La guichetière gare

## Théâtre

### Comédienne
- 1999 : La dispute, mise en scène Claude Gabay, Théâtre du Tourtour
- 2000 : Fregoli, mise en scène Jérôme Savary, Théâtre de Chaillot
- 2003 : Electre, mise en scène Gérard Desarthe
- 2007 : Woyzeck, mise en scène André Engel
- 2010-2011 : Camille Claudel, mise en scène Sylvie Ferro, avec Gérard Desarthe
- 2012 : Nijinsky[4], co-mise en scène Sylvie Ferro, Gérard Desarthe : Bronia
- 2014 : Ashes to Ashes de Harold Pinter, mise en scène Gérard Desarthe

### Metteuse en scène
- 2009 : François Baucher[5]
- 2010 : Dracula[5]
- 2023 : Notre Père[6]

## Publications
- 2018 : Les petites bottes blanches[7],[8]